# Kuća Tripalo u Sinju (1920.)
Kuća Tripalo nalazi se u Sinju.

## Opis
Kuća Tripalo je katnica sagrađena 1920. g. sa zakašnjelim stilskim odlikama secesije. Kuća ima višestrešni krov s prepuštenim profiliranim rogovima i ožbukana pročelja s ugaonim pilastrima i u podnožju žbuku koja imitira kamene klesance. Na istoku su kamene stube s ogradom od betonskih profiliranih stupića natkrivene trijemom. Balkonske ograde od profiliranih stupića kao i ostakljena veranda daju kući ladanjski karakter. Sagrađena u južnom dijelu Sinja, kuća je okružena prostranim perivojem.

## Zaštita
Pod oznakom Z-4795 zavedena je kao nepokretno kulturno dobro - pojedinačno, pravna statusa zaštićena kulturnog dobra, klasificirano kao "profana graditeljska baština".